# Schoenorchis endertii
Schoenorchis endertii là một loài thực vật có hoa trong họ Lan. Loài này được (J.J.Sm.) Christenson & J.J.Wood miêu tả khoa học đầu tiên năm 1990.